# Livermore (Iowa)
Livermore és una població dels Estats Units a l'estat d'Iowa. Segons el cens del 2000 tenia 431 habitants.

## Demografia
Segons el cens del 2000, Livermore tenia 431 habitants, 183 habitatges, i 109 famílies. La densitat de població era de 237,7 habitants/km².
Dels 183 habitatges en un 29,5% hi vivien nens de menys de 18 anys, en un 45,9% hi vivien parelles casades, en un 7,7% dones solteres, i en un 39,9% no eren unitats familiars. En el 35% dels habitatges hi vivien persones soles el 23% de les quals corresponia a persones de 65 anys o més que vivien soles. El nombre mitjà de persones vivint en cada habitatge era de 2,35 i el nombre mitjà de persones que vivien en cada família era de 2,94.
Per edats la població es repartia de la següent manera: un 23,9% tenia menys de 18 anys, un 8,4% entre 18 i 24, un 25,5% entre 25 i 44, un 24,1% de 45 a 60 i un 18,1% 65 anys o més.
L'edat mediana era de 42 anys. Per cada 100 dones de 18 o més anys hi havia 95,2 homes.
La renda mediana per habitatge era de 26.328 $ i la renda mediana per família de 32.411 $. Els homes tenien una renda mediana de 25.789 $ mentre que les dones 19.583 $. La renda per capita de la població era de 13.714 $. Entorn del 10,6% de les famílies i el 12,6% de la població estaven per davall del llindar de pobresa.

## Poblacions més properes
El següent diagrama mostra les poblacions més properes.